# Atlantas Bortførelse
Atlantas Bortførelse er en stumfilm fra 1921 instrueret og med manuskript af Kaj Mervild. Filmen er en efterfølger til Atlantas Knaldsucces, der udkom året før.